# Cake (gebak)

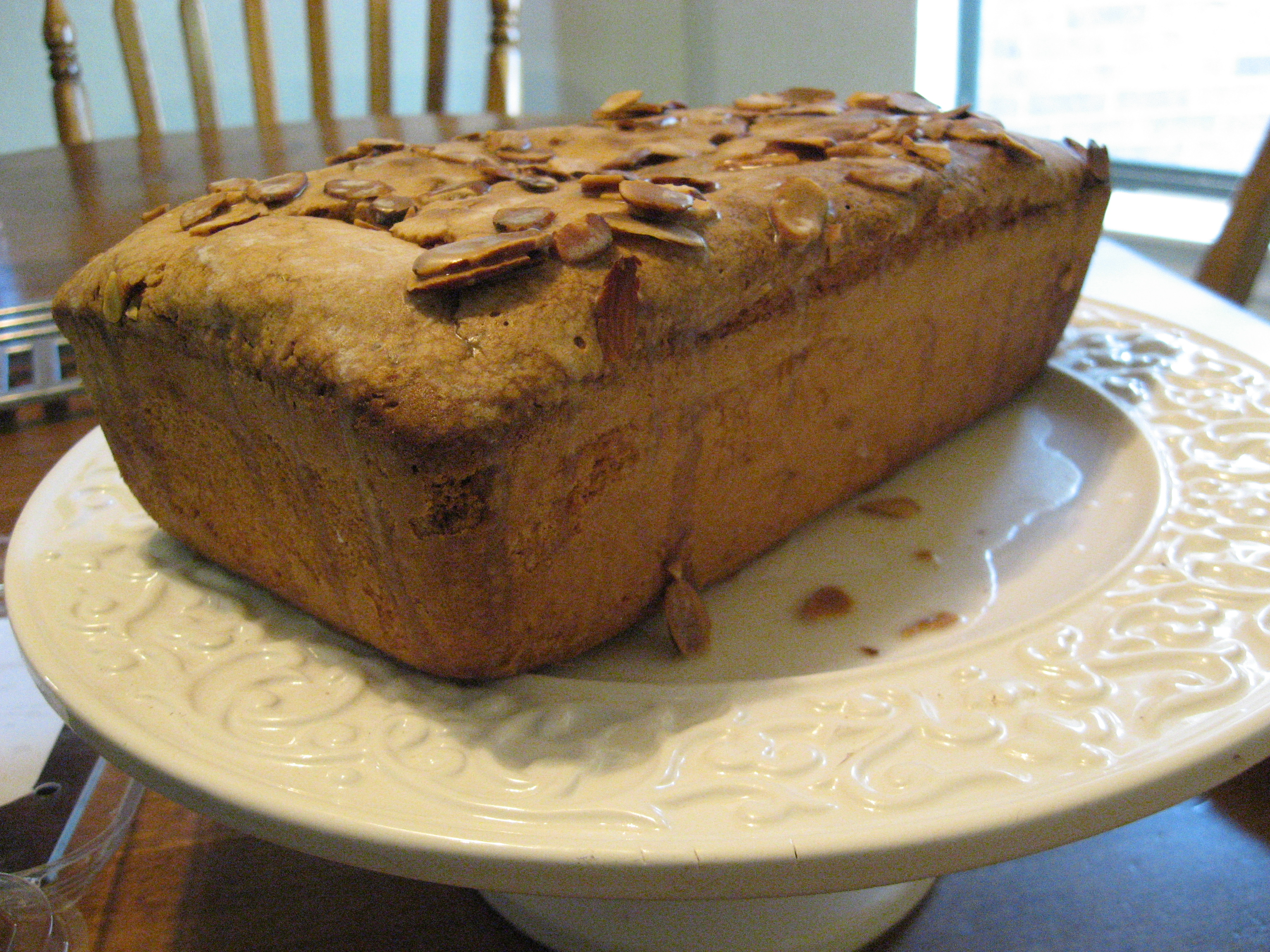
Cake met amandelen in een rechthoekige vorm

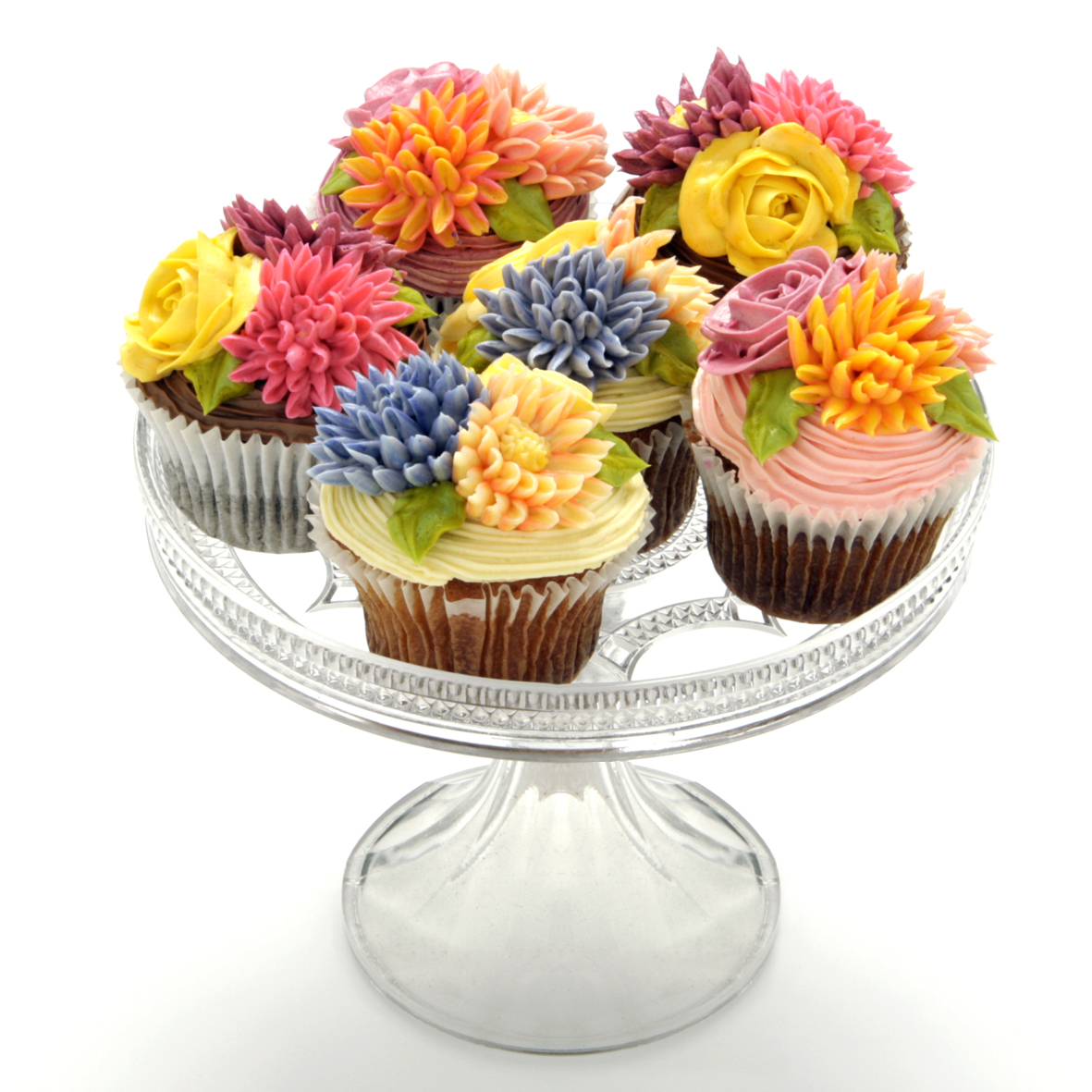
Cupcakes

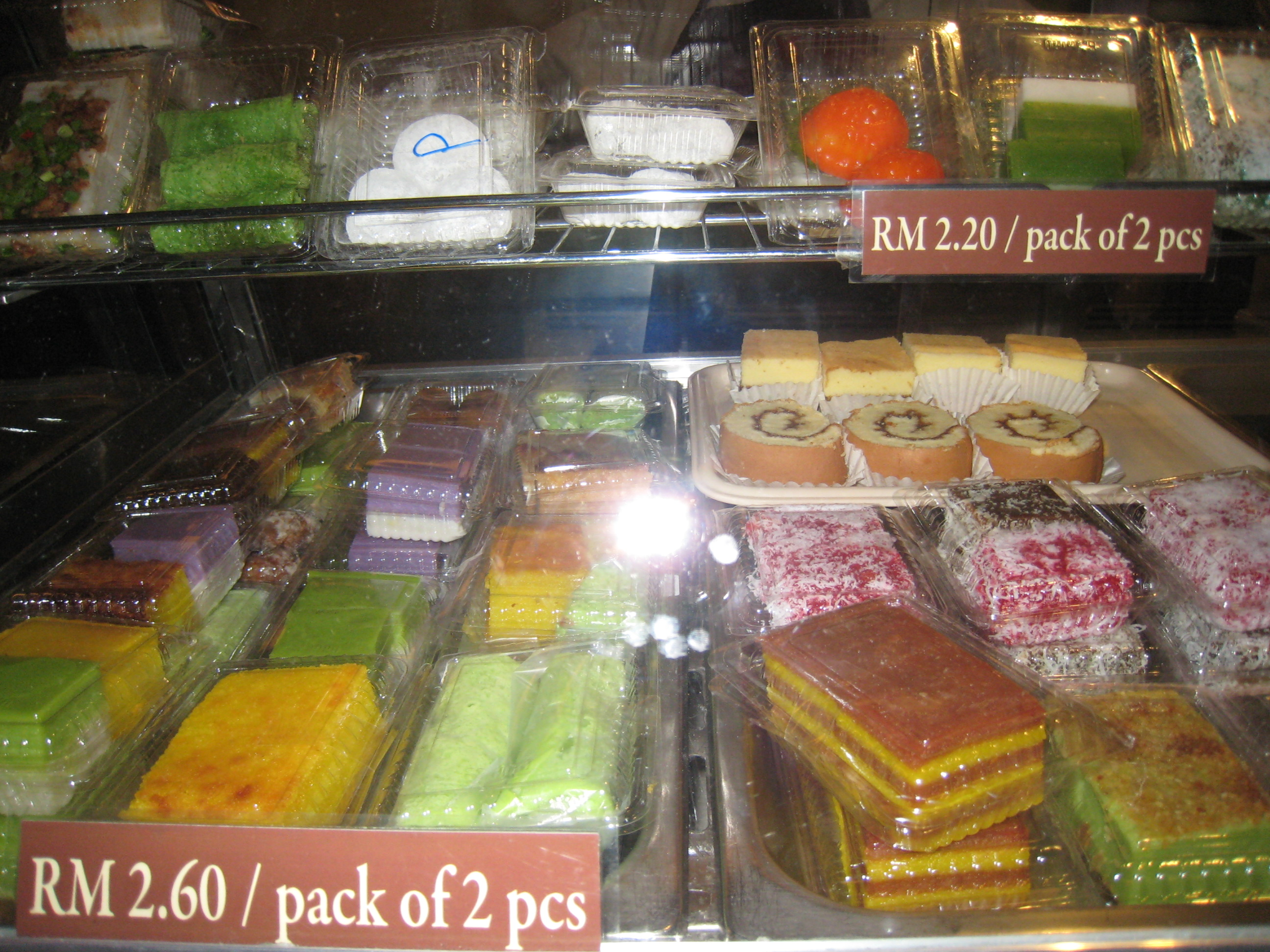
Maleisische cakes

Cake is een eenvoudig soort zoet en zacht-kruimelig gebak. Het wordt gebakken met een roerdeeg in een bakvorm. Het is volgens een grote meelfabrikant een van de populairste bakproducten in Nederlandse huishoudens.

## Naam
Het woord heeft een scandinavische oorsprong (Oudnoors "kaka", verwant met "koek"). Hoewel het woord "cake" in Engelstalige landen een verzamelnaam voor alle soorten gebak of taart is, is het woord in het Nederlands en Frans overgenomen en gereserveerd voor slechts één type baksel. Vermoed wordt dat eveneens het woord "kaakje" voor biscuitje en het verouderde woord "keeks" uit het Engels ontleend is.
In Vlaanderen noemt men de cake dikwijls vier-vierden cake, naar het Franse quatre-quarts. De reden van de naam ligt in het feit dat er van de ingrediënten bloem, boter, suiker en eieren precies evenveel benodigd is. De oude term 'evenveeltje', die eveneens op cake slaat, heeft een identieke achtergrond. Dat geldt ook voor de in Engelstalige landen gebruikte term "pound cake", een cake met van elk ingrediënt een "pound".

## Bestanddelen
Cake heeft een eenvoudig basisrecept: bloem, boter, eieren en suiker in ongeveer gelijke hoeveelheden.
Bloem en ei zorgen hierbij voor de vastigheid, boter en ei voor de zachtheid van de cake. Het doel is een zachte en kruimelige structuur van het gebak. De hoeveelheid suiker mag daarvoor niet meer zijn dan de hoeveelheid meel en het gewicht van de eieren mag eveneens niet meer zijn dan dat van het vet.
Cake wordt gebakken met een rijsmiddel, zonder gist. Sommige recepten schrijven de toevoeging van rozijnen, citroenschil, cacao etc. voor om de smaak of de kleur te veranderen.

## Toebereiding
De volgorde, de verhouding en de toebereiding van de ingrediënten wisselt naar receptuur en bepaalt het bakresultaat.
Een grote rol speelt het krachtige en vaak langdurige opkloppen met een mixer om belletjes te laten vormen. Dit wordt in de beginfase gedaan met de boter en de suiker, zodat een botercreme ontstaat. Bij de "warme methode" wordt dit au-bain-marie uitgevoerd.  Aansluitend wordt ei toegevoegd en weliswaar een voor een om schiften van de botercreme te voorkomen. Als laatste wordt de bloem door het mengsel geschept.
Om een vastere structuur van het gebak te bereiken, kan volgens de "Franse methode" eerst het bloembotersuikermengsel gemaakt worden om de eieren aan het einde toe te voegen.

## Vorm
Het meest voorkomend is een cake uit een rechthoekige vorm.  maar vaak worden ook een tulbandvorm of kleine papieren vormpjes gebruikt. Die laatste dienen voor het bereiden van cupcakes, vergelijkbaar met muffins. De tulband wordt in een speciale vorm gebakken waardoor de cake een hoge ringvorm krijgt.

## Varianten
Er bestaan tal van varianten van cake, met uiteenlopende samenstelling of vorm. Zo worden bijvoorbeeld specerijen, chocolade en citroen of andere vruchten toegevoegd.
In de handel wordt soms gesproken over 'boerencake' of 'oma's cake', maar deze hebben geen afwijkende receptuur. De term hotelcake wordt wel gebruikt voor fabrieksmatig gemaakte, wat grotere cake, waarvan veel plakken kunnen worden gesneden.
Bekende varianten zijn:
- Tulband, cake gebakken in een ronde vorm met een gat in het midden, deze bevat soms gist.
- Arretjescake
- Marmercake (basisrecept gecombineerd met chocoladecake)
- Kruidcake of kruidkoek (met koekkruiden)
- Cupcakes
- Spacecake
- Roti koekoes, een cake uit Indonesië die gestoomd i.p.v. gebakken wordt
- Madeleines, kleine schelpvormige caketjes uit Frankrijk

## Varia
- In Birmingham (Verenigd Koninkrijk) wordt het Cake international Festival georganiseerd.[5]

## Galerij

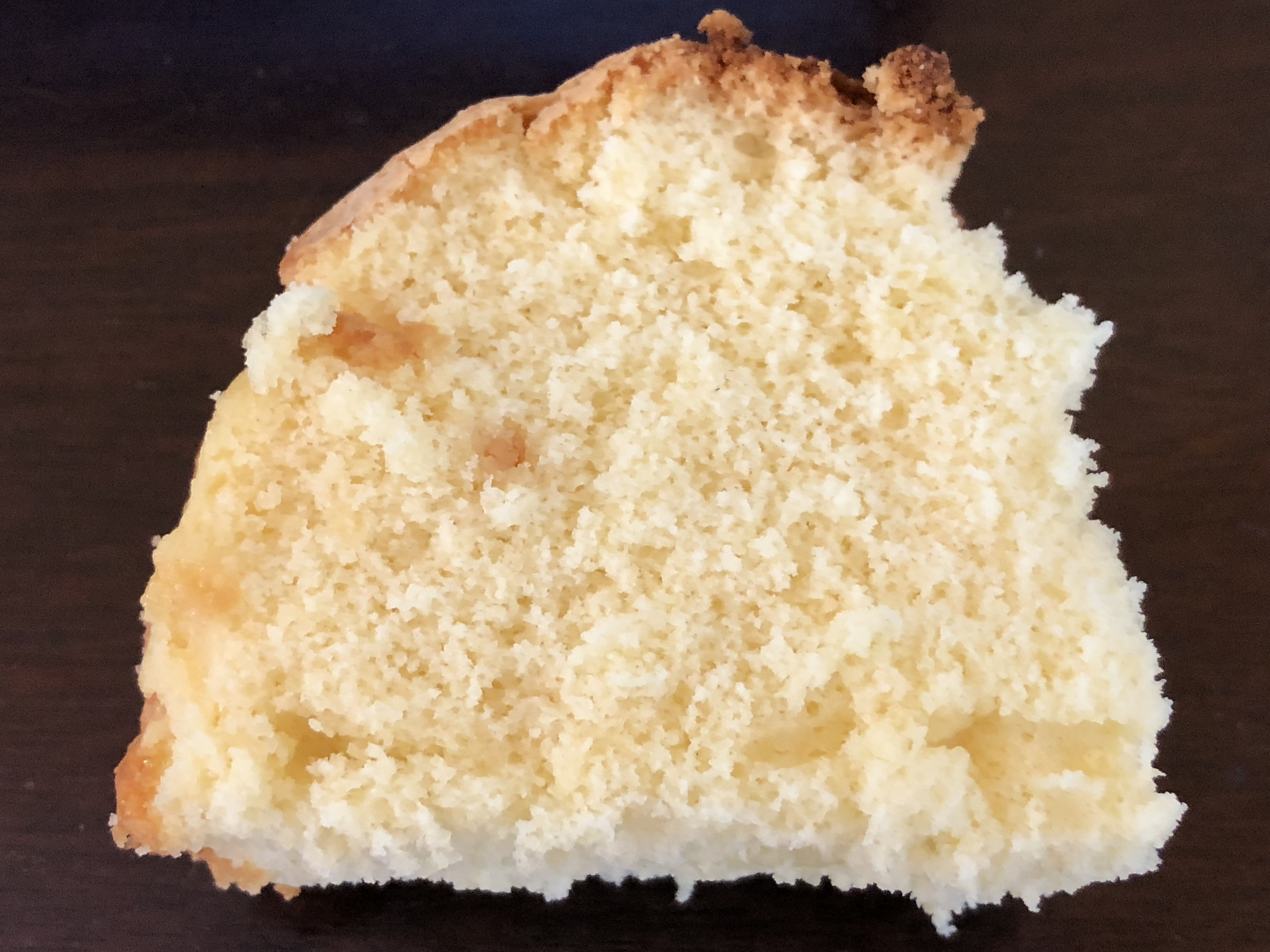
Textuur
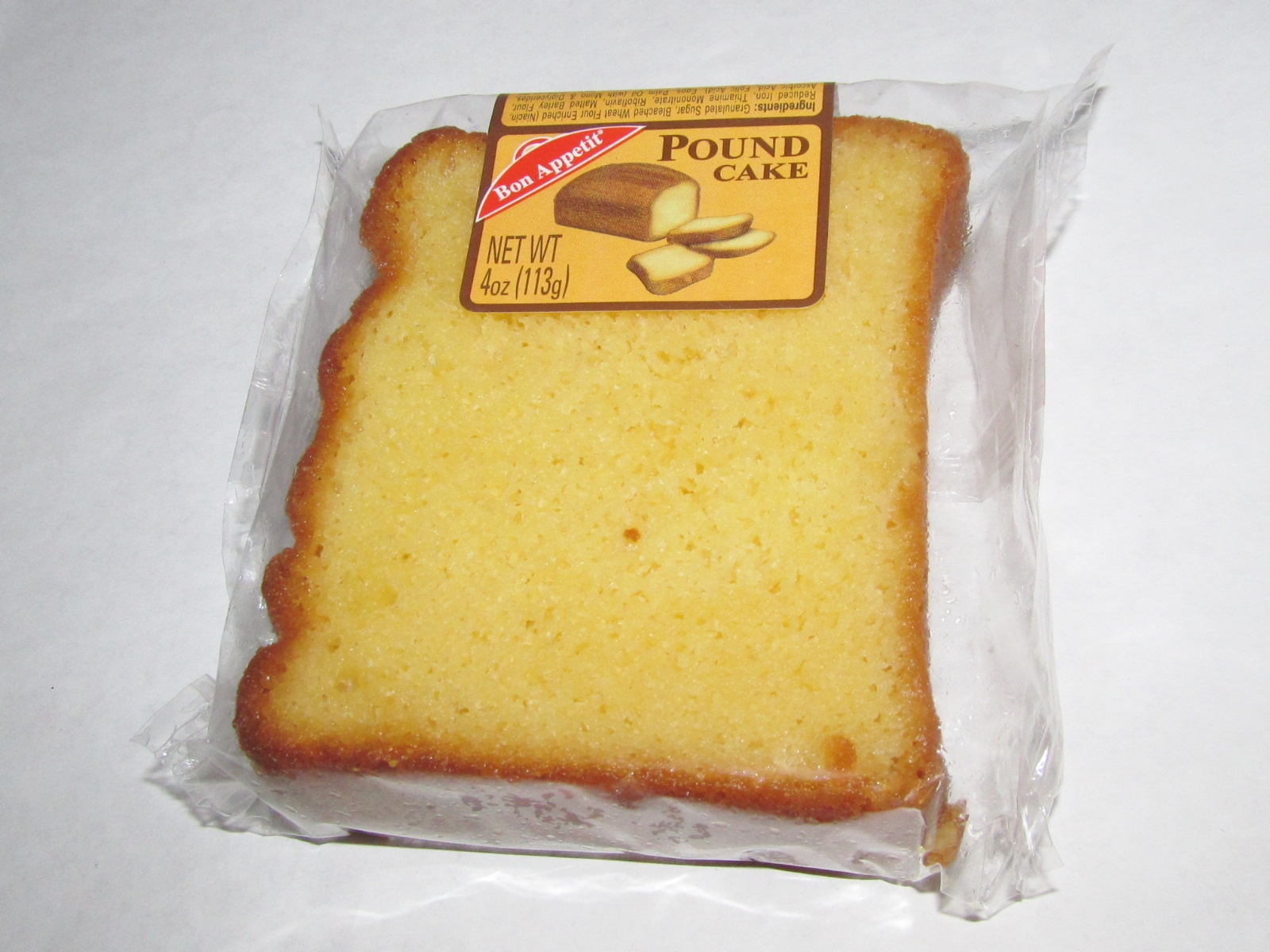
Industrieel vervaardigde plak cake
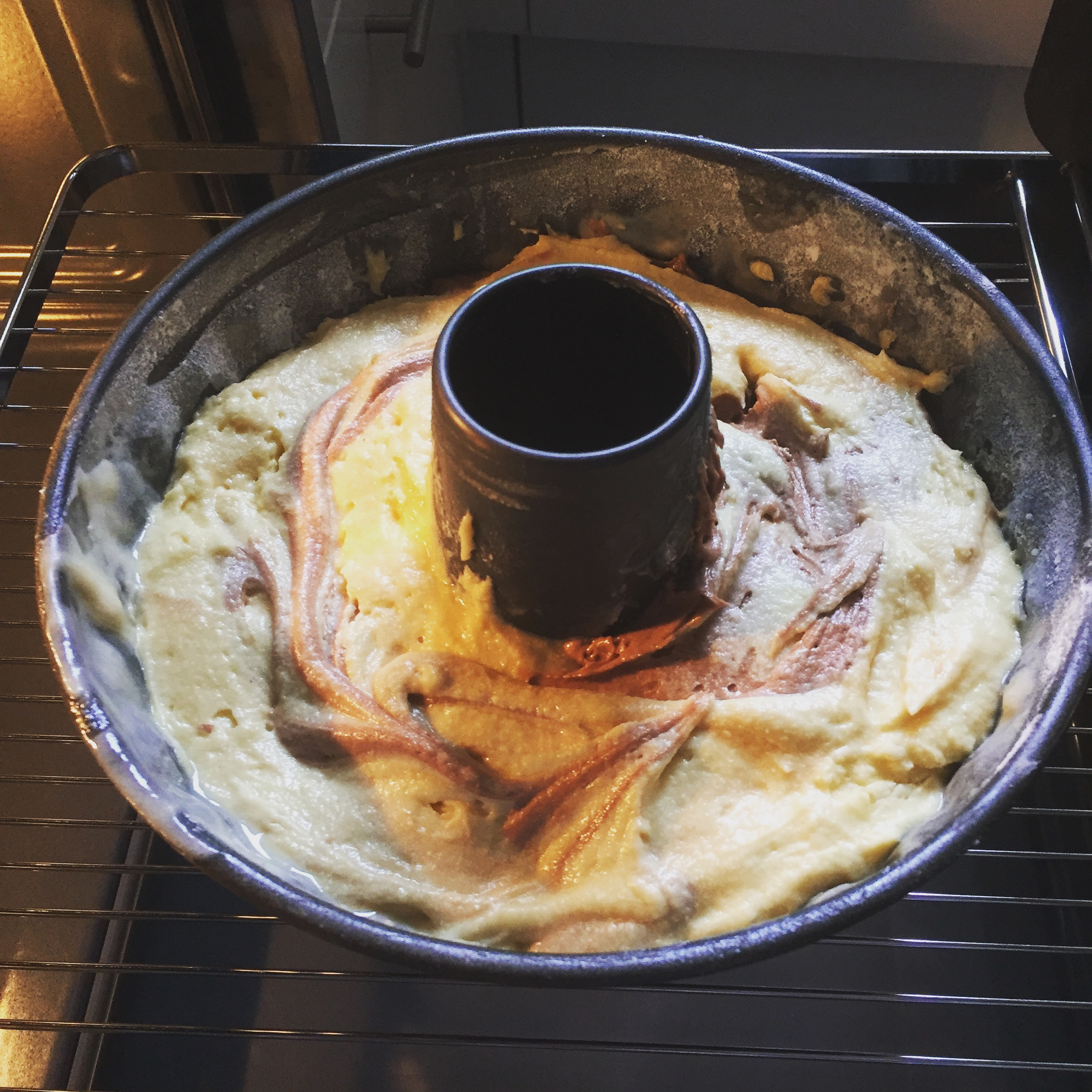
Roerdeeg in tulbandvorm
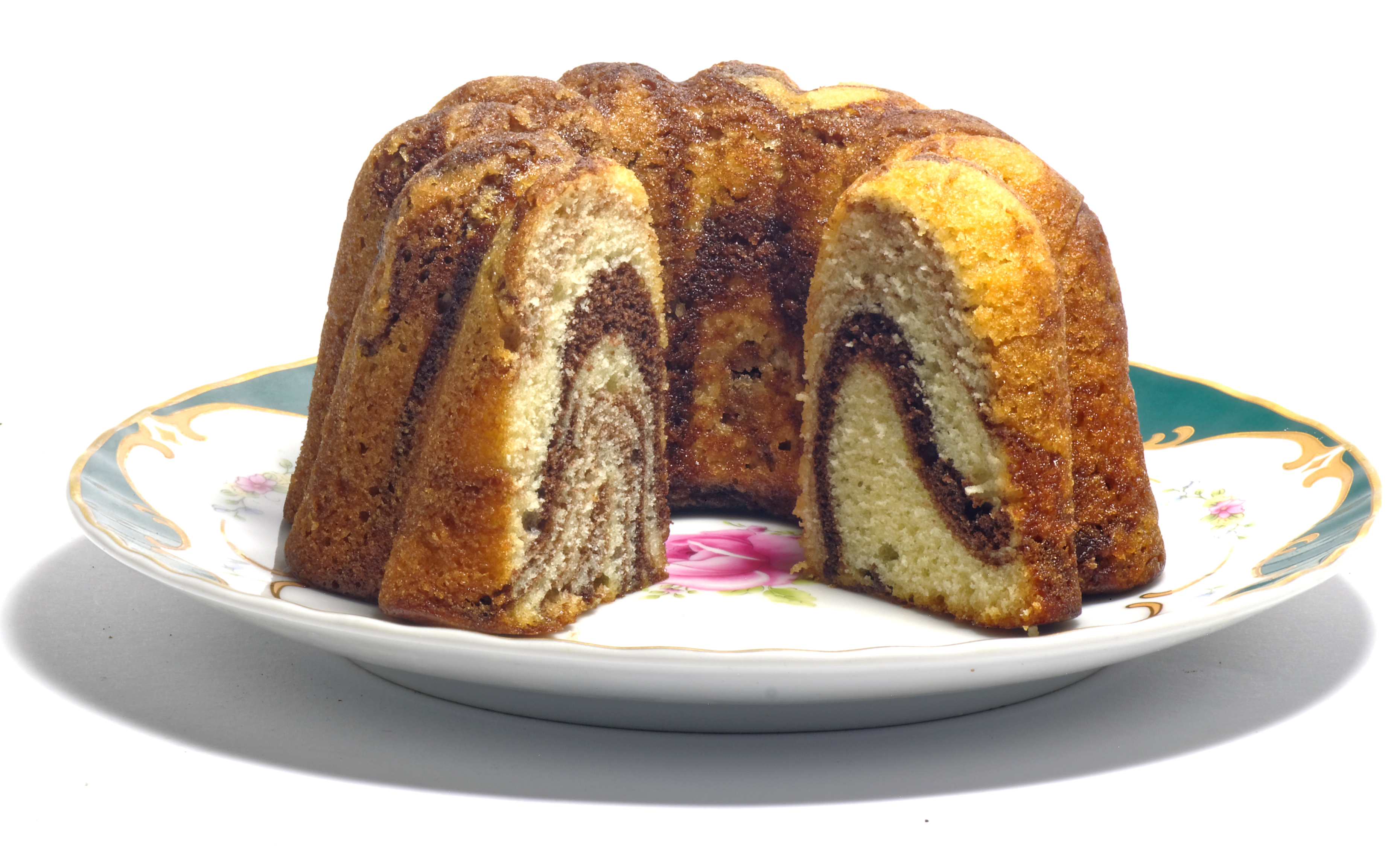
Tulband